# 明治大学法学部大量留年事件
明治大学法学部大量留年事件（めいじだいがくほうがくぶたいりょうりゅうねんじけん）は、1991年（平成3年）3月に明治大学法学部法律学科において、100名を超える学生が必修科目の1つである債権法の単位未履修のみを理由として原級留置（留年）となった事件である。
この出来事は社会的な注目を集めることとなり、債権法を担当していた新美育文教授の採点は厳格とも無情とも評された。

## 経緯
1991年3月、明治大学法学部法律学科では1024人いた卒業予定者のうち257人が留年した。この数は例年の倍以上であったが、そのうち148名については新美育文教授の担当する必修科目、債権法の単位が未履修であるということのみを理由とするものであった。
当時、債権法は2年から3年の前期にかけて履修する科目で、夏に試験が実施されていた。不合格だった学生は3年と4年の夏に再試験、さらに卒業直前の3月に実施された特別試験、計3回の試験に不合格となった結果、留年することとなった。

### 特別試験の内容
この時の特別試験は「資料持ち込み可」。問題は論述一問だけだった。以下に問題文を示す。

### 採点および留年通知
新美育文教授が採点したところ、それまで数人だった特別試験の不合格者が、この年は20人を超えた。「出題が難しすぎたか」と悩み、リポートで再度学力を確認したところ、「学生諸君の側の問題」と結論付けそのまま不合格として成績を提出した。教授会の卒業判定会議を経て、学生に留年通知が届いたのは、3月18日ごろだった。

### 留年通知後の混乱
留年通知を受け取った、卒業予定だった学生約60人が教務課に集まり、「何人留年になったか」「留年者名簿を見せて」と迫る騒ぎになった。
成績に納得できない学生約20人が小松俊雄法学部長（当時）の自宅に向かい、救済を求めたが、「明治大学の建学の精神は『独立・自治』。学問の自治に、私が口出しすることはできない」と突っぱねられた。また新美は卒業式翌日に留年者の質問に応対した。
留年が決まった学生の親は週刊誌のインタビューに「就職が決まっているのに、社会的影響を考えて欲しい」「子供がもう一年東京で生活する経済的負担は大きい」「学校には愛情がないのだろうか」と応えた。

## 留年の評価
新美教授は産経新聞社会部の取材に対し、例年と同じように採点した結果そのような事態に至ったのであり、「一番驚いたのは私です」と述べた。新美教授は不合格者が大量に出た原因について、「ほどほどに勉強する学生がガタッと減った」ためであり、その原因はバブル景気の影響により「就職戦線が超売り手市場になると、学生側に勉強しなくても何とかなるというムードが生まれた。それに、かつては会社側にも『優』信仰があったが、……頭数をそろえるほうが先で、成績を問われなくなった」ことであると分析している。さらに新美は根本的な要因として、質問を促しても質問しない、講義で話した内容をノートにまとめることができない、マンガや小説は持っていても講義で使用する専門書は持っていないなど、学生の質の変化を指摘している。
当時の法学部長小松俊雄は、この新美教授の行動について「単位認定権は個々の教授が持つものなので任せるしかないが、学生の授業への取り組み方に警鐘を鳴らしたのではないか」と述べている。
法学者の大内伸哉は新美教授を「教師の鑑」と評し、産経新聞社会部（編）『大学を問う 荒廃する現場からの報告』（新潮社）が紹介した、債権法の単位未履修により留年した学生が卒業へ向け勉学に励んだ姿について「これこそ望ましい大学教育のあり方」と述べている。
多摩大学の野田一夫学長（当時）は「まじめに講義して、自信を持って採点し、教育者として、良心的に判断されたのだろう。その結果が、日本の大学としてはイレギュラーだ、と騒ぎになった。ろくな講義もせず、でたらめな試験をして、良心の呵責もなく、どんどん卒業させて非難もされない。私は、今回の話を聞いて、『犬が人をかんでもニュースにはならない』という話を思った」とインタビューに応えている。

## 類似事件
なお、この事件が起こる前年の1990年秋から1991年秋にかけ、鹿児島大学歯学部において、笠原泰夫が担当する必修科目口腔生理学を5年生の約8割、およそ100名が不合格となり、笠原が実施しようとした追試を学生側が集団ボイコット、笠原も譲らず最終的には学生側が謝罪し追試が実施されるという事件が起こっている。この事件は地元紙で大きく報道された。笠原は「歯学部は、人の命を預かる学生を育てている。教授が情けをかけて、迷惑するのは患者なんです。勉強不足がひいては、医療ミスにつながる」という思いから、「一文の得にもならない」と認識しつつ厳格な方針を貫いたという。笠原は当時の学生について、「高校の先生に、お前の偏差値なら歯学部に行けると言われて来た、歯を治す職人になりたい、そんなことを平気で言う。われわれがもっていたメディコ・デンタル（医学に基づいた歯科）という気概が失われているんです」と分析している。